# 黒坂町
黒坂町（くろさかちょう）は、鳥取県日野郡にあった町。現在の日野郡日野町の一部にあたる。

## 地理
日野川の上流域に位置していた。

## 歴史
- 1864年（明治7年）黒坂郵便局開設[2]。
- 1888年（明治21年）米子治安裁判所黒坂出張所開設[2]。
- 1889年（明治22年）10月1日、町村制の施行により、日野郡下黒坂村、黒坂宿、久住村、中畑村、下菅村、小河内村が合併して村制施行し、黒坂村が発足[1][2]。旧村名を継承した下黒坂、黒坂宿、久住、中畑、下菅、小河内の6大字を編成[2]。日野郡菅福村と組合村を結成した[2]。
- 1903年（明治36年）県原蚕種製造所黒坂支所開設[2]。
- 1913年（大正2年）10月17日、菅福村と合併し黒坂村が存続[1][2]。大字上菅・福長を継承し8大字となる[2]。
- 1915年（大正4年）大字中畑を中菅に改称[2]。
- 1919年（大正8年）電気点灯[2]。
- 1936年（昭和11年）1月1日、町制施行し黒坂町となる[1][2]。
- 1940年（昭和15年）紀元二千六百年記念事業として日野郡公設運動場竣工[2]。
- 1947年（昭和22年）黒坂区検察庁、黒坂簡易裁判所開設[2]。
- 1956年（昭和31年）鳥取家庭裁判所黒坂出張所開設[2]。
- 1959年（昭和34年）5月1日、日野郡根雨町と合併し日野町を新設して廃止された[1][2]。合併後、日野町大字下黒坂・黒坂・久住・下菅・中菅・上菅・小河内・福長となる[2]。

### 地名の由来
周囲に9つの坂道があり九路坂と称したことにちなむ。

## 産業
- 農業、蚕業、製糸[2]
- 1909年（明治42年）合名会社日野製糸場設立[2]。1925年（大正14年）福田製糸場設立[2]。1927年（昭和2年）山形製糸場設立[2]。1933年（昭和8年）黒坂蚕業合資会社、合資会社緒形蚕種部設立[2]。

## 交通

### 鉄道
- 1922年（大正11年）鉄道省伯備線、黒坂駅開設[2]。

## 教育
- 1973年（明治6年）黒坂学校開校[2]。1880年（明治13年）黒坂小学校、1887年（明治20年）黒坂尋常小学校に改称[2]。1900年（明治33年）高等科を併置した[2]。（日野町立黒坂小学校参照）
- 1947年（昭和22年）黒坂中学校開校[2]。（現日野町立日野中学校）
- 1920年（大正9年）郡立日野農林学校開校[2]。1923年（大正12年）県立に移管[2]。1948年（昭和23年）日野農林高等学校に改称[2]。1953年（昭和28年）日野産業高等学校に改称[2]。（現鳥取県立日野高等学校）

## 名所・旧跡
- 鏡山城

## 出身人物
- 緒形仁平（鉄山師、大庄屋）